# Playboy Records
Playboy Records var ett skivbolag i Los Angeles som ingick i Playboy Enterprises. Bolaget bildades 1949 och upphörde 1978.